# Edmar da Silva Carvalho
Edmar da Silva Carvalho (Porto Alegre, 5 de outubro de 1898 — ?, ?) foi um político brasileiro. Exerceu o mandato de deputado classista constituinte em 1934.